# Colonització d'Angola
La colònia portuguesa d'Angola es va fundar l'any 1575 amb l'arribada de Paulo Dias de Novais amb un centenar de famílies de colons i quatre-cents soldats. Es va concedir a Luanda l'estatus de ciutat el 1605. Les ciutats fortificades portugueses de Luanda (establerta el 1575 amb 400 colons portuguesos) i Benguela (una fortalesa de 1587, ciutat de 1617) es va mantenir gairebé contínuament en mans portugueses fins que independència d'Angola el 1975.

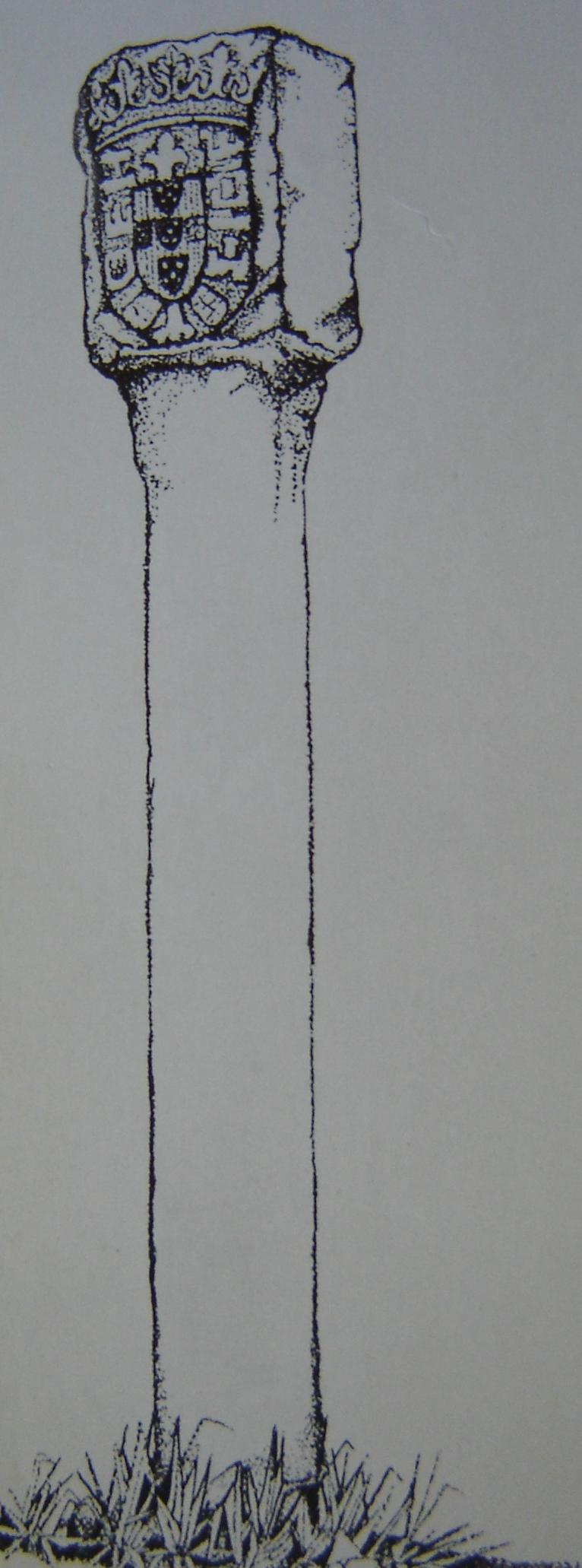
Dibuix del pilar de Diogo Cao

## Història
El portuguès Paulo Dias de Novais, va assegurar-se una subvenció que li permetia colonitzar el que ara és Angola. A canvi d'acceptar recaptar fons privats per finançar la seva expedició, portar colons portuguesos i construir forts al país, la corona li va donar els drets de conquistar i governar les seccions al sud del riu Cuanza.

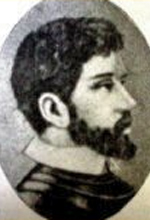
Paulo Dias de Novais

Al sud del regne del Congo, al voltant del riu Kwanza, hi havia diversos estats importants, dels quals el regne de Ndongo, ubicat a les terres altes entre els rius Kwanza i Lukala i governat pel ngola (Rei), era el més significatiu.
Dias de Novais va arribar a Angola amb una força armada i més sacerdots jesuïtes. Originalment planejava oferir la seva petita força com a reforç mercenari a Ndongo i al Congo per les seves diverses guerres. Després d'un èxit indiferent, un portuguès que havia residit durant molt de temps al Congo, Francisco Barbuda, va persuadir al rei de Ndongo que Portugal volia dominr el seu país. Actuant en conseqüència, el rei va ordenar que els portuguesos fossin assassinats i expulsats. El 1579 Ndongo va fer una guerra sobtada i devastadora als portuguesos (i la majoria dels seus servents i esclaus, molts dels quals eren de Congo) i els va expulsar de Ndongo a unes poques explotacions de la regió al voltant de Luanda. Els portuguesos van ser auxiliats en la seva defensa pel rei Álvaro I, va enviar un gran exèrcit per ajudarlo i va atacar Ndongo en venjança per la matança d'esclaus Congo. Encara que l'exèrcit de Congo va ser derrotat intentant creuar el riu Bengo i es va quedar sense subministraments, Dias de Novais va aconseguir mantenir Luanda i el petit fort de Nzele al riu Kwanza.
De 1575 a 1589, quan va morir, Dias de Novais va intentar recuperar i expandir les possessions portugueses a la vall del Kwanza. Ho va fer en gran manera fent aliances amb governants locals que estaven descontents amb el domini Ndongo, principalment el governant (soba) de Muxima. En aquest esforç, els portuguesos van aconseguir fer-se càrrec de la província d'Ilamba situada entre els rius Kwanza i Bengo, i en una dura batalla el 1582 va fundar la vila de Massangano, a la confluència dels rius Kwanza i Lucala. Amenaçat per les victòries dels exèrcits Ndongo en 1583 i 1585, el tinent de Dias de Novais, Luis Serrão, que es va fer càrrec de la colònia després de la mort de Dias de Novais en 1589, va organitzar un atac a Kabasa, capital de Ndongo. Tanmateix, aquest atac va ser un fracàs espectacular, ja que Ndongo, aliat amb el seu veí Matamba, va aixafar l'exèrcit portuguès i el va fer tornar a Massangano.
El següent període va ser un estancament, encapçalat per un acord de pau el 1599. Els governadors portuguesos en el seu moment, que es trobaven febles per atacar Ndongo, van intentar aprofitar els conflictes d'aquest regne en benefici propi.
Felip III d'Espanya, decebut pels ingressos generats per l'imposició del comerç, va enviar a Manuel Cerveira Pereira a Benguela el 1610 per prendre el control del coure de l'interior d'Angola. Felip volia construir artilleria amb coure angolès i enviar l'artilleria al Brasil colonial mentre venia als indígenes vençuts com a esclaus al port de Benguela. Francisco Correia da Silva, inicialment, havia de servir com a administrador portuguès a Angola el 1611, però mai va assumir l'ofici. En lloc d'això, el rei va nomenar Bento Banha Cardoso, soldat que havia servit a Angola des de 1592, com a governador interí. El predecessor del governador Cardoso, Forjaz Pereira, es va aliar amb els Imbangala contra altres tribus natives, una aliança que va durar dècades. Durant el mandat de Cardoso, de 1611 a 1619, els Imbangala van expandir l'Imperi Portuguès cap a l'est mentre proporcionava una font d'esclaus fiable i estable. Els descendents dels guerrers Imbangala i els pobles conquerits van formar els regnes de Kasange i Matamba.
En 1610 el frare Luis Brandão, cap del Col·legi portuguès de Luanda, va escriure a un jesuïta que va qüestionar la legalitat de l'esclavitud a Angola, dient: Hem estat aquí nosaltres mateixos durant quaranta anys i aquí hi ha hagut molts aprenents aquí i a la província de Brasil que mai no han considerat el comerç il·lícit. Va afirmar a més que només un petit nombre d'indígenes havien estat esclavitzats il·legalment, i que els portuguesos almenys els convertien al cristianisme.
En 1611 el Congo oriental va exportar 100,000 metres de teles a Angola. Els comerciants van vendre gran part de la tela a Europa. Angola va exportar esclaus a un ritme de 10.000 per any en 1612.

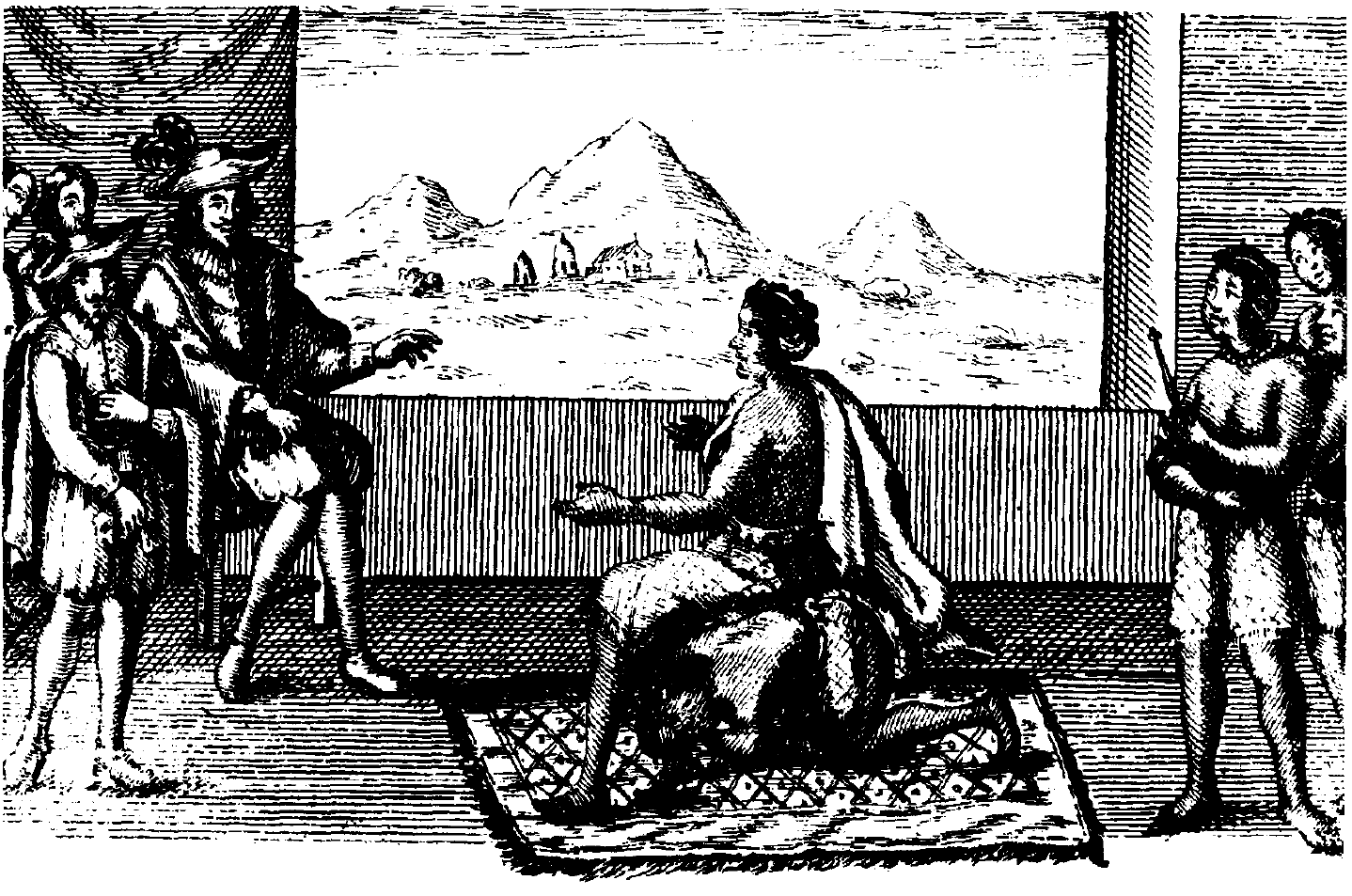
la reina Nzinga en negociacions de pau amb el governador portuguès de Luanda, 1657.

Els portuguesos edificaren un nou port a Benguela en 1616 per expandir l'accés de Portugal als esclaus angolesos. En 1618 els portuguesos construïren la Fortalesa de São Pedro da Barra, continuada per la Fortalesa de São Miguel en 1634. Luanda va ser el centre administratiu de l'Angola portuguesa des de 1627, amb una excepció.
En el moment de l'arribada dels portuguesos, Ngola Kiluange estava al poder, mantenia una política d'aliances amb els estats veïns i va aconseguir resistir-se als estrangers durant diverses dècades. Eventualment va ser decapitat a Luanda.
Anys més tard, Ndongo va tornar a destacar quan Jinga Mbandi, coneguda com a reina Jinga, va prendre el poder. Política astuta, va mantenir els portuguesos sota control amb acords preparats. Després de realitzar diversos viatges, va aconseguir el 1635 formar una gran coalició amb els estats de Matamba i Ndongo, Congo, Kasanje, Dembos i Kissamas. Al capdavant d'aquesta formidable aliança, va forçar els portuguesos a retrocedir. Seguidament es van iniciar negociacions i, en 1639, Njinga va concloure una pau amb Portugal. Al mateix temps Portugal va establir relacions diplomàtiques amb el regne de Kasanje, la banda imbangala que ocupava la vall del riu Kwango al sud dels dominis de Njinga a Matamba.
Després d'un tractat de pau el 1657, es va convertir en una cristiana molt pietosa, segons els testimonis dels Caputxins Gaeta i Cavazzi.